# MRZ

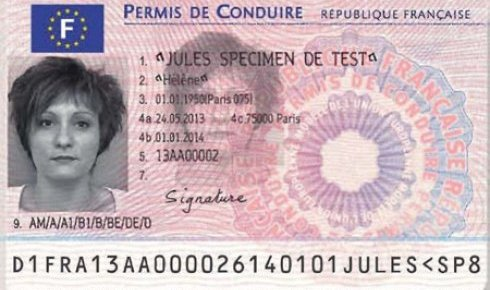
Franskt körkort med MRZ

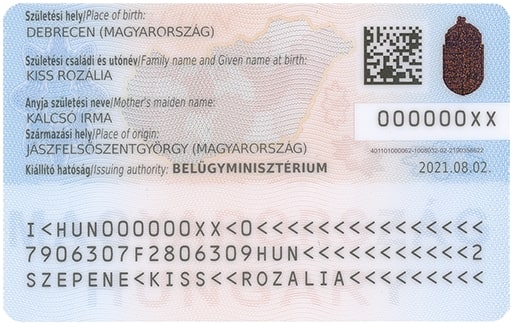
Ungerskt nationellt ID-kort med MRZ

MRZ, Machine Readable Zone, är en del av ett formulär som är avsett för maskinavläsning. Exempelvis placeras ett pass vid en passkontroll i en maskin som maskinellt läser av det. Passen har ett fält med bokstäver och siffror som en dator kan tolka, vilket gör kontrollen snabbare och minskar risken för felinmatningar.